# Kamil Wilczek
Pour les articles homonymes, voir Wilczek.
Kamil Wilczek, né le 14 janvier 1988 à Wodzisław Śląski en Pologne, est un footballeur international polonais. Il évolue au poste d'avant-centre au FC Copenhague.

## Biographie

### Son parcours en Pologne
Après un passage en deuxième division avec le GKS Jastrzębie, Kamil Wilczek s'engage avec le Piast Gliwice, club de première division, en décembre 2008. Le 28 février 2009, il fait ses débuts en Ekstraklasa sur le terrain du Cracovia. Wilczek s'impose très rapidement à la tête de l'attaque du Piast, même s'il ne marque pas souvent. Avec cinq buts lors de la saison 2009-2010, il ne peut empêcher la relégation de son club.
En juin 2010, il est transféré au Zagłębie Lubin, pensionnaire de l'élite. À Lubin, l'intégration est plus compliquée : souvent remplaçant, Wilczek est même parfois envoyé en équipe réserve. Ainsi, en trois saisons, il n'aura inscrit que trois buts en quarante-sept rencontres toutes compétitions confondues.
En juin 2013, il revient au Piast Gliwice, qualifié pour la Ligue Europa. Il y retrouve une place de titulaire et marque neuf fois lors de la saison 2013-2014. L'année suivante, Kamil Wilczek se révèle aux yeux du football polonais en devenant le meilleur buteur et joueur de la ligue. En trente-cinq matchs, il inscrit vingt buts.

### Départ infructueux pour l'Italie
En fin de contrat à Gliwice, Wilczek décide de partir en Italie en juin 2015 en s'engageant avec le Carpi FC 1909, promu pour la première fois de son histoire en première division. Il y signe un contrat de trois ans. Au sein d'un effectif largement remanié à l'intersaison, le Polonais ne parvient pas à se faire sa place et ne joue que quatre matchs en six mois, dont seulement une fois en tant que titulaire.

### Brøndby IF
En janvier 2016, Carpi accepte de libérer le joueur pour le club de Brøndby au Danemark, où il signe un contrat de trois ans et demi. Lors de son premier match, Wilczek inscrit le seul but de la rencontre, face à Hobro.

### Göztepe SK
En janvier 2020 il rejoint la Turquie et le Göztepe SK.

### FC Copenhague
Après un passage peu convaincant à Göztepe, Kamil Wilczek fait son retour au Danemark le 6 août 2020 en s'engageant avec le FC Copenhague. Ce transfert n'est pas apprécié par les supporters du Brøndby IF, son ancien club et rival du FC Copenhague, où il était parti seulement six mois plus tôt en laissant une bonne image en étant notamment le meilleur buteur du club en championnat. Wilczek explique son choix par l'envie de retrouver une ville où lui et sa famille se sentent bien et dans l'espoir de gagner des titres,.
Il joue son premier match pour le FC Copenhague le 13 septembre 2020, lors de la première journée de la saison 2020-2021 contre l'Odense BK. Titulaire, il voit son équipe menée de trois buts avant de marquer ses deux premiers buts pour son nouveau club. Ce qui n'est toutefois pas suffisant pour son équipe, qui s'incline (3-2 score final),.

## Palmarès
- Meilleur buteur de première division polonaise : 2015
- Meilleur joueur de première division polonaise : 2015
- Coupe du Danemark : 2018